# Asplundianthus pseudoglomeratus
Asplundianthus pseudoglomeratus là một loài thực vật có hoa trong họ Cúc. Loài này được (Hieron. ex Sodiro) R.M.King & H.Rob. mô tả khoa học đầu tiên năm 1975.